# عبدالرحمان مجادل
عبدالرحمان مجادل (عربی: عبد الرحمن مجادل؛ زادهٔ ۱ ژوئیهٔ ۱۹۹۸) بازیکن فوتبال الجزایری است که در پست دروازه‌بان برای باشگاه فوتبال بارادو بازی می‌کند.
وی همچنین در تیم ملی فوتبال Algeria A' بازی کرده‌است.